# Старавесь
Старавесь (пол. Starawieś) — село в Польщі, у гміні Лів Венґровського повіту Мазовецького воєводства.
Населення — 485 осіб (2011).
У 1975-1998 роках село належало до Седлецького воєводства.

## Демографія
Демографічна структура станом на 31 березня 2011 року:
|          | Загалом | Допрацездатний вік | Працездатний вік | Постпрацездатний вік |
| -------- | ------- | ------------------ | ---------------- | -------------------- |
| Чоловіки | 242     | 33                 | 177              | 32                   |
| Жінки    | 243     | 44                 | 132              | 67                   |
| Разом    | 485     | 77                 | 309              | 99                   |